# 田原文夫
田原 文夫（たはら ふみお、1948年8月7日 - ）は、日本の農水官僚。

## 人物
京都大学法学部卒業後、1972年農林省入省。秘書課監査官、食糧庁の課長補佐を経て静岡県に出向。1987年大臣秘書官事務取扱。1989年水産庁企画課長。競馬監督課長等を経て2000年大臣官房総務審議官。大臣官房長から水産庁長官。次期事務次官ともいわれたが、2005年に辞職。

## 略歴
- 1972年4月　農林省入省
- 1979年6月　大臣官房秘書課監査官[3]
- 1981年7月　大臣官房秘書課管理官
- 1981年8月　食糧庁業務部需給課課長補佐(米消費対策第一班担当)
- 1982年4月　食糧庁業務部需給課課長補佐(企画班担当)
- 1983年4月　食糧庁業務部需給課課長補佐(総括班担当)
- 1984年9月　静岡県農業水産部水産課長
- 1986年8月　大臣官房企画室上席企画官
- 1987年11月　大臣官房秘書課監査官兼農林水産大臣秘書官事務取扱
- 1989年2月　水産庁漁政部企画課長
- 1991年8月　畜産局競馬監督課長
- 1993年4月　経済局金融課長
- 1995年7月　大臣官房企画室長
- 1999年1月　構造改善局農政部長
- 2000年3月　大臣官房総務審議官
- 2001年1月6日　大臣官房長
- 2003年7月4日　水産庁長官
- 2005年7月19日　退官
- 2006年　社団法人農協共済総合研究所理事長[4]
- 2009年　財団法人海外漁業協力財団理事長[4]
- 2012年7月　（株）ヤンマー 非常勤顧問[4]
- 2012年7月　（株）極洋 非常勤顧問
- 2014年　すかいらーくグループ社外監査役[4]
- 2018年3月　すかいらーくグループ社外取締役[4]

## 備考
- 同期入省には西川孝一（生産局長、九大農卒）、中川坦（消費・安全局長、東大農経卒）、城知晴（官房総務審議官）らがいる。